# Ctenardisia speciosa
Ctenardisia speciosa är en viveväxtart som beskrevs av Adolpho Ducke. Ctenardisia speciosa ingår i släktet Ctenardisia, och familjen viveväxter. Inga underarter finns listade i Catalogue of Life.